# Cours (Deux-Sèvres)
Cours ist eine französische Gemeinde mit 544 Einwohnern (Stand: 1. Januar 2022) im Département Deux-Sèvres in der Region Nouvelle-Aquitaine (vor 2016: Poitou-Charentes). Sie gehört zum Arrondissement Parthenay und zum Kanton Autize-Égray.
Die Einwohner werden Coursois und Coursoises genannt.

## Geographie

### Lage
Cours liegt etwa 58 Kilometer westsüdwestlich von Poitiers und rund 19 Kilometer nordnordöstlich von Niort.

### Nachbargemeinden
Umgeben wird Cours von den Nachbargemeinden Pamplie im Nordwesten und Norden, Les Groseillers im Norden, La Boissière-en-Gâtine im Norden und Nordosten, Saint-Marc-la-Lande im Nordosten, Champdeniers im Osten und Südosten, Germond-Rouvre im Süden, Sainte-Ouenne im Süden und Südwesten sowie Surin im Südwesten und Westen.

## Bevölkerungsentwicklung

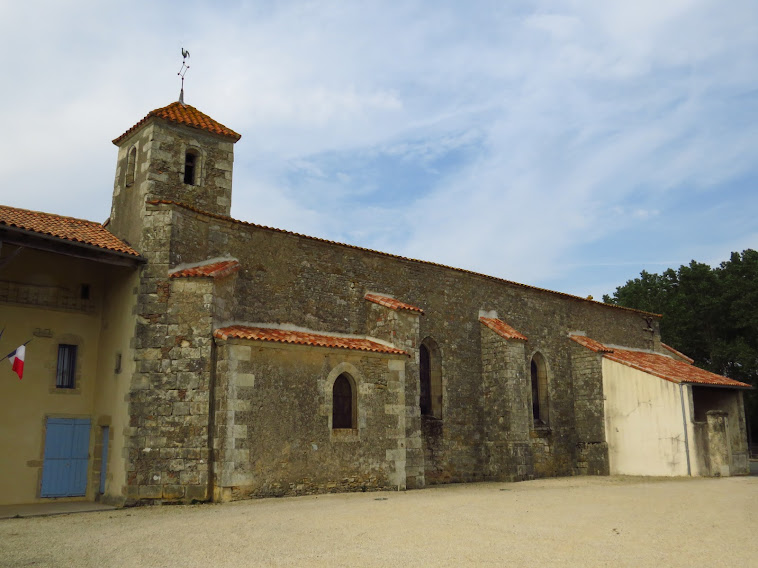
Kirche Saint-Cybard

| Jahr                       | 1962 | 1968 | 1975 | 1982 | 1990 | 1999 | 2006 | 2019 |
| Einwohner                  | 458  | 398  | 366  | 402  | 405  | 414  | 504  | 560  |
| Quellen: Cassini und INSEE |      |      |      |      |      |      |      |      |